# Feel It Still
Feel It Still is een single van de Amerikaanse band Portugal. The Man. Het verscheen in maart 2017 als voorbode van het album Woodstock en is de grootste hit die de band tot nu toe scoorde. In Nederland haalde het de tiende plaats in de top 40. Feel It Still werd in januari 2018 bekroond met een Grammy Award.

## Covers en gebruik in de media
- Het nummer (of een variant daarop) is te horen in diverse reclamespots; onder meer voor Kinder Bueno, Optimel en Toyota.
- Verder zijn er vele covers gemaakt; Caro Emerald zong het eind 2018 in De Wereld Draait Door.

## NPO Radio 2 Top 2000
| Nummer met noteringen in de NPO Radio 2 Top 2000 | '17  | '18  |
| ------------------------------------------------ | ---- | ---- |
| Feel It Still                                    | 1962 | 1554 |

1. ↑  Een vetgedrukt getal geeft de hoogste notering aan.
2. ↑  2017 was het eerste jaar met een notering voor dit nummer.
3. ↑  Deze tabel is bijgewerkt tot en met de laatste editie (2024).